# Operation Valkyrie
|  | For filmen af samme navn, se Operation Valkyrie (film). For andre betydninger af Valkyrie, se Valkyrie (flertydig) |
 Der er for få eller ingen kildehenvisninger i denne artikel, hvilket er et problem. Du kan hjælpe ved at angive troværdige kilder til de påstande, som fremføres i artiklen.

Operation Valkyrie (tysk Unternehmen Walküre) er efter 2. Verdenskrig blevet betegnelsen for det kupforsøg mod styret i Nazi-Tyskland, som en gruppe officerer udførte i forbindelse med 20. juli-attentatet mod Hitler.
Walküre var et kodeord, som i forbindelse med en pludselig opstået trussel mod selve Tyskland skulle udløse iværksættelsen af en plan for hurtig opstilling af en militær styrke i det tyske hjemland til indsættelse mod truslen. Oprindelig tog planen kun sigte på udefra kommende trusler, som f.eks. landsætning af fjendtlige styrker fra luften eller fra søsiden eller store fjendtlige gennembrud på en af fronterne, men den blev i løbet af 1943-44 udvidet til også at være rettet mod et evt. oprør blandt de adskillige millioner af slavearbejdere fra de besatte lande, som befandt sig i Tyskland og mod andre civile uroligheder. Planen var tophemmelig og kunne kun iværksættes af Hitler selv eller af chefen for reservehæren, generaloberst Friedrich Fromm.
Hær-(Wehrmacht Heer) officererne general Friedrich Olbricht, generalmajor Henning von Tresckow, samt oberst Claus von Stauffenberg udarbejdede i hemmelighed en tilføjelse til planen med henblik på at bruge den til overtagelse af magten i Tyskland i forbindelse attentatet mod Hitler den 20. juli 1944. Hitler overlevede imidlertid attentatet, og på grund af usikkerhed om Hitlers skæbne blev kodeordet udsendt alt for sent, hvorved kuppet mislykkedes. Stort set alle implicerede blev henrettet eller begik selvmord.
| Historie | Spire Denne historieartikel er en spire som bør udbygges. Du er velkommen til at hjælpe Wikipedia ved at udvide den. |